# 条約法に関するウィーン条約
条約法に関するウィーン条約（じょうやくほうにかんするウィーンじょうやく、略称：ウィーン条約法条約、Vienna Convention on the Law of Treaties）とは、条約法に関する一般条約で、国連国際法委員会が条約に関する慣習国際法を法典化したものである。
条約に関する国際法上の規則を統一したものだが、「合意は拘束する」原則や（前文、第26条）、条約の無効原因としての強行規範の承認（第53条）など、条約の漸進的発達の側面も有している。

## 内容
- 第一部 - 序
- 第二部 - 条約の締結及び効力発生
- 第三部 - 条約の遵守、適用及び解釈
- 第四部 - 条約の改正及び修正
- 第五部 - 条約の無効、終了及び運用停止
- 第六部 - 雑則
- 第七部 - 寄託者、通告、訂正及び登録
- 第八部 - 最終規定
- 付属書

## 成立過程
- 1969年5月23日 - ウィーンで採択
- 1980年1月27日 - 発効

日本は1981年8月1日に加入した。